# Howard (Dakota del Sur)
Howard es una ciudad ubicada en el condado de Miner en el estado estadounidense de Dakota del Sur. En el Censo de 2010 tenía una población de 858 habitantes y una densidad poblacional de 347,61 personas por km².

## Geografía
Howard se encuentra ubicada en las coordenadas 44°0′42″N 97°31′29″O / 44.01167, -97.52472. Según la Oficina del Censo de los Estados Unidos, Howard tiene una superficie total de 2.47 km², de la cual 2.47 km² corresponden a tierra firme y (0%) 0 km² es agua.

## Demografía
Según el censo de 2010, había 858 personas residiendo en Howard. La densidad de población era de 347,61 hab./km². De los 858 habitantes, Howard estaba compuesto por el 97.79% blancos, el 0% eran afroamericanos, el 0.12% eran amerindios, el 0.12% eran asiáticos, el 0% eran isleños del Pacífico, el 0.58% eran de otras razas y el 1.4% pertenecían a dos o más razas. Del total de la población el 1.28% eran hispanos o latinos de cualquier raza.